# Club Atlético Vinotinto
O Club Atlético Vinotinto, mais conhecido como Atlético Vinotinto ou simplesmente Vinotinto, é é clube de futebol equatoriano fundado em 10 de maio de 2022. O time é uma filial do Vinotinto del Ecuador. Sua sede fica em Quito (também chamada San Francisco de Quito), cidade e capital do cantão homônimo, na província de Pichincha.
Manda seus jogos no Estádio Olímpico Atahualpa, praça esportiva localizada em Quito e pertencente à Municipalidade de Quito, que tem capacidade para 40958 espectadores aproximadamente. Compete na Série B do Campeonato Equatoriano desde a temporada de 2025.
O clube é filiado à Associação de Futebol Não Amador de Pichincha (AFNA).

## História
O conceito do Club Atlético Vinotinto foi idealizado por Franco Oliva Hernández, que tomou as providências para a fundação oficial do clube. Por meio de sua empresa, Vía Parténope, ele promoveu e financiou economicamente o projeto, que teve início de fato em 22 de março de 2022, com o primeiro treino da equipe no Parque La Carolina, em Quito. Posteriormente, em 4 de abril, o Atlético Vinotinto deu o primeiro passo rumo à profissionalização com a realização de sua primeira partida amistosa. O clube se apresentou oficialmente ao público em 10 de maio de 2022, data em que foi realizada a coletiva de imprensa que marcou sua fundação. No entanto, o reconhecimento oficial do clube por parte do Ministério do Esporte do Equador só ocorreu em 21 de setembro de 2022, por meio do Acordo Ministerial nº 252.
Na temporada de 2023, o clube estreou no campeonato provincial de Pichincha. Após uma campanha consistente na fase inicial, em que terminou em segundo lugar no Grupo B, com 12 vitórias, quatro empates e apenas duas derrotas, avançou para a próxima fase e garantiu o terceiro lugar ao derrotar o clube Da Encarnação nos pênaltis após empate por 1–1 no tempo normal. Esse resultado lhe valeu a classificação para os play-offs do Ascenso Nacional, pela primeira vez em sua história. Na fase nacional, superou o Liga de Cuenca na estreia, mas acabou eliminado nos 16-avos de final, perdendo no agregado por 1–2 para o Daquilema Fútbol Club de Riobamba.
Na temporada de 2024, comandado pelo técnico Luis Soler, o clube repetiu seu melhor desempenho a nível local. No campeonato provincial, foi novamente um dos favoritos ao título: dominou o Grupo A na primeira fase com oito vitórias e quatro empates, avançou para o hexagonal final e terminou em terceiro lugar, garantindo vaga nos play-offs do Ascenso Nacional. Na etapa nacional, foi ainda mais longe: eliminou o Udinense de La Troncal, depois o Olmedo de Riobamba, superou o Deportivo Quevedo nas oitavas de final e venceu o La Paz FC de Manabí nas quartas, com vitória por 3–1 no agregado. Nas semifinal, encarou o La Unión de Pujilí em uma disputa equilibradíssima: empate por 2–2 no estádio Olímpico Atahualpa e novo empate por 2–2 no jogo de volta, no estádio "El Horno". A definição foi para os pênaltis, e o Vinotinto levou a melhor, conquistando o histórico acesso à Série B do Campeonato Equatoriano pela primeira vez em sua curta trajetória. Na grande final nacional, disputada no estádio Etho Vega, em Santo Domingo, acabou derrotado por 1–2 ante o 22 de Julio, de Esmeraldas, ficando com o vice-campeonato da Segunda Categoria Nacional.
Para a temporada de 2025, o clube passou a atuar como equipe filial do Vinotinto Ecuador (antigo Cuniburo), na Série B do Equador, após a aquisição do clube pelo grupo empresarial Zaimella.

## Temporadas no Campeonato Equatoriano de Futebol
| Competição        | Nível            | Status           | Anos        |
| Série A           | Primeira divisão | Profissional     | nenhuma     |
| Série B           | Segunda divisão  | Profissional     | 2025 ― hoje |
| Segunda Categoria | Terceira divisão | Semiprofissional | 2023 ― 2024 |

## Títulos

### Nacionais
| Competição        | Nível            | Status           | Títulos | Vices    |
| Segunda Categoria | Terceira divisão | Semiprofissional | nenhum  | 1 (2024) |